# 中央種植園
中央種植園（英文：Middle Plantation）是1632年由弗吉尼亚公司建立在英属弗吉尼亚殖民地的一座城镇，1699年改名为威廉斯堡。该镇位於詹姆斯河和約克河之間的維吉尼亞半島的高地。1634年，它成為了詹姆斯城郡（即后来的詹姆斯城县）的一部分。
1693年，美国第二古老的大学威廉與瑪麗學院在中央种植园成立。1699年，弗吉尼亚首府从詹姆斯敦迁至中央种植园；同年，為了紀念英格蘭國王和愛爾蘭國王威廉三世，小镇被重新命名為威廉斯堡。

## 地理
中央种植园位于汉普顿锚地高地西侧的一座丘陵上，海拔高度约80英尺。中央种植园与北侧的约克河和南侧的詹姆斯河的距离大约相当，均在10英里内，距离英国人在北美的首个永久定居点詹姆斯敦约7英里。

## 历史
早在1611年，在弗吉尼亚的英国殖民者便计划修建一道南北方向横跨弗吉尼亚半岛的围栏。时任总督托马斯·戴尔（Thomas Dale）在给索尔茨伯里伯爵的一封信中建议在约克河上游离舒适角（Point Comfort）约20英里处的奇斯科亚克（Chiskiack）修筑一个要塞式的定居点。由于当时殖民者和原住民部落的关系融洽，这个建议没有被立刻采纳。
1623年，即詹姆斯敦大屠杀后的第二年，修建围栏的建议再度提上日程。在詹姆斯敦南边6英里处的一座小镇内，有73人在原住民的袭击中被杀，幸存者出于恐惧逃离了小镇。总督弗朗西斯·怀特（Francis Wyatt）和当地议员们给南安普顿伯爵的信中提到他们计划在在马丁领地和奇斯科亚克之间的森林里开辟一道工事。
1626年，萨缪尔·马修斯（Samuel Mathews）和威廉·克莱波恩（William Claiborne）表示愿意修筑围栏和要塞的房屋，并提出了条件和费用。但他们的投标没有被接受。
1630年前，殖民者在弗吉尼亚半岛北侧并没有开发什么定居点。因而修围栏的建议被一再搁置。1630年10月8日，总督约翰·哈维（John Harvey）在詹姆斯敦的一次会议上正式提出了修建围栏的命令。随后，房屋在国王溪两岸被建造起来，并迅速向约克河南岸发展。1632年9月，约克河南岸的人口增长到可以选派出议员的规模了。
约克河畔的区域被分为两座种植园：奇斯科亚克种植园和约克种植园。约克种植园位于沃姆利河河口，距今日的约克敦约3英里，由约翰·哈维所有。
随着殖民地的扩张，修建围栏的计划不再被推延。在1632年7月12日，约翰·伯茨（John Potts）获得了1200英亩的土地后开始砍伐树木为围栏预留空间。同年9月4日，弗吉尼亚议会决定将皇后溪和合普溪之间的土地赠与所有在此区域内定居的殖民者。
1633年2月，议会发布命令，要求半岛上1/40的男性人口在3月前前往伯茨的种植园报到。这些人将负责修建房屋和围栏。3月1日，工程正式开始。建成的围栏长6英里，中间越过多条小溪流。在半岛中部的一座丘陵上，人们修建了一个定居点，称中央种植园。这是弗吉尼亚殖民地首个位于内陆的定居点。很快，伯茨发现该定居点的卫生状况比此前的都要好。因为中央种植园位于高处，降水能迅速排干，所以蚊虫稀少。
从南北方向穿过中央种植园的溪谷为此地带来了绝佳的战略价值，而穿过半岛的唯一一条主道（即今日的格罗斯特公爵大街）就经过种植园所在的丘陵。这导致此地易守难攻。
随着中央种植园的发展，越来越多的人选择搬到半岛内陆生活，并且修建了不少庄园。
1644年4月27日，原住民对殖民者再度进行了屠杀。但这次波瓦坦联盟的酋长奥皮坎卡诺（Opechancanough）在战斗中被捕。1646年，罗伯特·希金斯（Robert Higginson）上尉接到命令，在中央种植园重修了一道围栏，以取代年久失修的旧围栏。
到了1650年代，中央种植园人口剧增，随之也变得富裕起来。在来自米德塞克斯的约翰·佩奇（John Page）上校和夫人爱丽丝·佩奇的努力下，中央种植园内修建了许多房屋。佩奇夫妇在中央种植园为自己建造了一栋巨大的砖屋，在当时是财富的象征。而路德维尔兄弟在后来又修建了一栋更大的砖屋。到来1675年左右，中央种植园已经成为一个显赫的小镇。
1675年的贝肯叛乱（Bacon's Rebellion）中，中央种植园遭受了巨大的冲击。8月3日，在奥索·索尔普（Otho Thorpe）上校位于中央种植园的家中，纳撒尼尔·贝肯（Nathaniel Bacon）和叛乱首领们举行了会议，决定从殖民地当局宣布独立。他们誓言将反抗时任总督威廉·伯克利（William Berkeley）到底，并反对英国继续向殖民地派兵。叛乱中，伯克利总督撤退到弗吉尼亚东岸并向国王提出救援请求。贝肯在英国援兵到达之前去世，叛乱随后被殖民地政府镇压，其接任者威廉·德鲁蒙特（William Drummond）和许多同党也在中央种植园被处死。但英格兰国王查理二世得知消息后对总督的处理方式感到不悦，故将他革职、召回英国。在叛乱中，詹姆斯敦被焚毁，殖民地议会被迫临时迁往中央种植园。
1698年10月20日，位于詹姆斯敦的议会大楼在一场意外中被烧毁。议会再次迁往中央种植园，在威廉与玛丽学院的学院楼内开会。在与会期间，学院的学生代表提交了一份议案，要求考虑将弗吉尼亚殖民地的首府永久迁往中央种植园。当时，反对的声音不在少数，因为詹姆斯敦作为首府已经存在了数十年时间，公共设施齐全且交通也方便。但学生们表示迁都中央种植园的话，议员们可以免于感染疟疾的风险，而且种植园附近也有两条河流。最终议案通过了议会。1699年，弗吉尼亚首府正式迁到中央种植园。
差不多是在同一时间，中央种植园改名为威廉斯堡，以纪念英格兰国王威廉三世。直到1780年，威廉斯堡都是弗吉尼亚的首府。

### 布鲁顿教区座堂

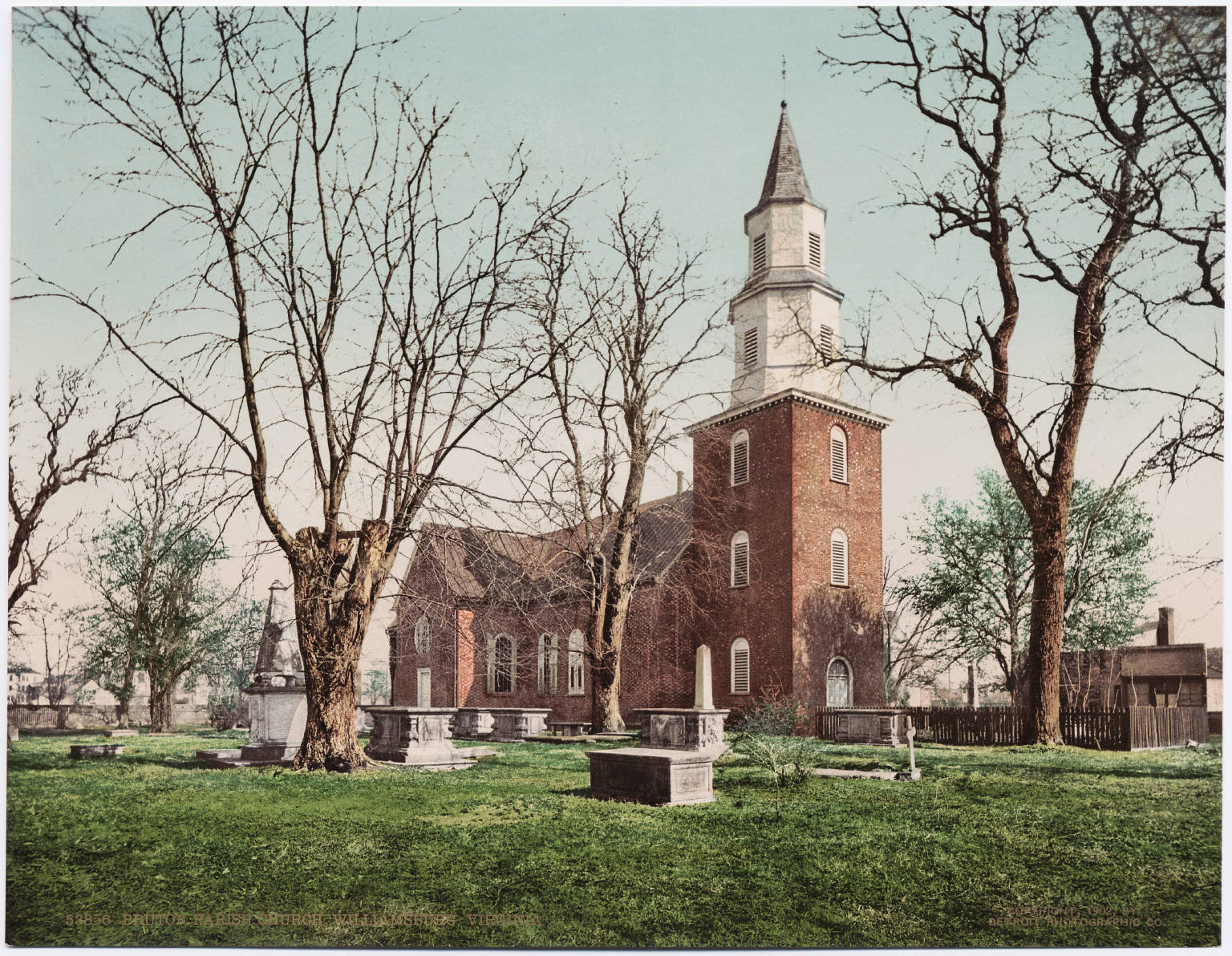
1902年的布鲁顿教区座堂

1633年，在中央种植园成立不久后，英国圣公会在当地建立了同名的教区。教区的第一座教堂是木质结构。1658年，附近的哈罗普（Harrop）教区和中央种植园教区合并成为米德顿（Middletown）教区。1674年，约克县的马斯顿（Marston）又与米德顿教区合并成为布鲁顿（Bruton）教区，该名取自时任总督威廉·伯克利位于索默塞特的老家布鲁顿村。
、教区首位牧师是罗兰·琼斯（Roland Jones）。1678年，约翰·佩奇上校将自己名下一幅144英尺（44公尺）长、180英尺（55公尺）宽的土地捐赠给了教区，并提供资金以修建一座砖结构的座堂。
座堂于1683年落成，长60英尺（18公尺），宽24英尺（7.3公尺），风格为哥特式，带飞券。1715年，詹姆斯·布莱尔（James Blair）牧师主持修建了新座堂，并且保留至今。

### 威廉与玛丽学院
早在1610年代，殖民者们就有在弗吉尼亚设立一座高等教育学院的想法，但因为各种动乱而作罢。经过了多年的努力后，国教会的詹姆斯·布莱尔牧师于1693年成功争取英格兰国王威廉三世颁下的皇家宪章，建立了弗吉尼亚殖民地第一所大学——威廉与玛丽学院。学院以威廉三世和玛丽二世命名。学院的地址选在中央种植园附近的一块土地上。1694年，学院在临时校舍内开办。1695年，学院楼开始兴建并在4年后落成，今日该楼称雷恩楼，是美国最古老的仍在使用的大学建筑。